# Triade lumineuse
La triade lumineuse est un modèle théorique utilisé par la psychologie de la personnalité qui s'intéresse à trois traits de personnalité : l'humanisme, le kantianisme et foi en l'humanité. Ce modèle, proposé par Laura Johnson en 2018, a été développé notamment par Scott Barry Kaufman. Il s'agit d'une contrepartie de la triade sombre.

## Description
L'échelle de la triade lumineuse évalue les gens en fonction de leurs réponses à des énoncés tels que :
- Je pense que les gens sont pour la plupart bons.
- J'aime écouter les gens de tous horizons.
- Quand je parle aux gens, je pense rarement à ce que j'attends d'eux.